# Remy LaCroix

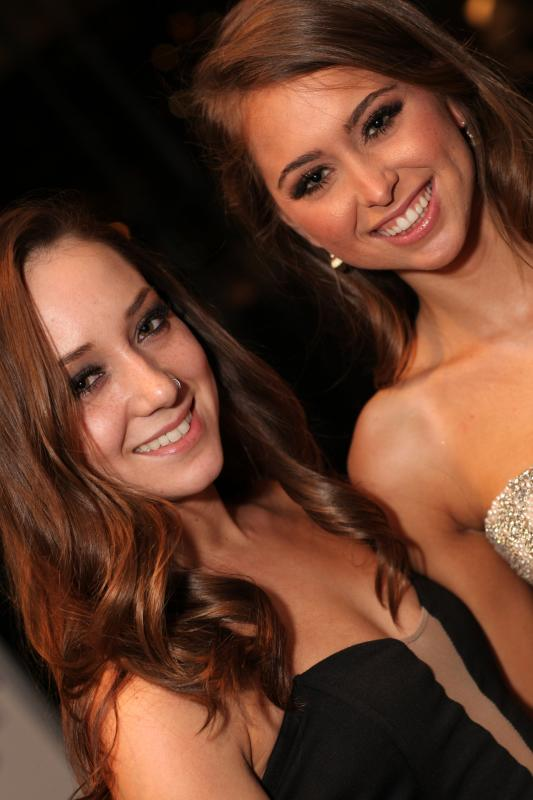
Remy Lacroix (vlevo) a Riley Reid (vpravo) na AVN Awards 2013

Remy LaCroix (* 26. června 1988 jako Ashley Brianna Cronan, San Francisco, Kalifornie) je americká pornoherečka.

## Život
Předtím, než začala v pornoprůmyslu, živila se jako tanečnice na některých hudebních festivalech jako např. Burning Man. Její vystoupení obsahovaly hlavně tanec s ohněm a akrobacii. Získala bakalářský titul v buněčné a molekulární biologii. Je portugalského, německého, francouzského a filipínského původu.
Remy LaCroix začala účinkovat ve filmech pro dospělé od prosince roku 2011, a to gang bang scénou pro Kink.com. Po šesti měsících natáčení oznámila, že v pornu končí. I když údajně trpěla syndromem vyhoření, pokračovala ve smlouvě, ke které se zavázala, a nadále pracovala v oddělení talentů v Kink.com. Touto dobou také nadále uváděla svoje další filmy. K točení se vrátila v listopadu 2012.
V roce 2013 ji časopis LA Weekly ohodnotil jako desátou v žebříčku “10 pornohvězd, které by mohly být příští Jennou Jameson.“ Zároveň se umístila v žebříčku nejpopulárnějších pornohvězd roku 2013 a 2014 podle CNBC.
Remy LaCroix by měla být porotkyní reality show The Sex Factor, která by měla být pornoverzí soutěže The X Factor.
V prosinci 2014 LaCroix oznámila, že podepsala smlouvu se společností ArchAngel Productions. Po necelých třech měsících LaCroix však smlouvu ukončila.